# Kościół św. Zygmunta w Szydłowcu
Kościół św. Zygmunta w Szydłowcu – rzymskokatolicki kościół farny będąca siedzibą parafii św. Zygmunta oraz dekanatu szydłowieckiego. Znajduje się w południowej pierzei Rynku Wielkiego.
Dokument erekcyjny kościoła farnego pod wezwaniem św. Zygmunta Króla zbudowanego z fundacji Jakuba i Sławka Odrowążów datowany jest na 1 stycznia 1401 roku. Kościół postawiony został na zapleczu południowej pierzei rynku (dziś nieistniejącej), był drewniany.
W końcu XV w. Jakub Szydłowiecki rozpoczął budowę fary murowanej, ukończył ją jego brat Mikołaj Szydłowiecki przed 1525, który także ufundował większość wyposażenia kościoła. Wzniósł także od południa kaplicę – nekropolię rodową, w której spoczęły prochy jego samego, jego ojca Stanisława oraz brata Jakuba. Do dekoracji kościoła oraz kaplicy najprawdopodobniej sprowadził z Mogiły sławnego Stanisława Samostrzelnika. W 1563 fara została zamknięta przez Mikołaja Radziwiłła Czarnego, zagorzałego kalwina – katolikom przywrócił ją, być może już w 1567, Mikołaj Krzysztof Radziwiłł Sierotka.
Kościół jest orientowany, murowany z miejscowego piaskowca. Składa się z trzyprzęsłowego prezbiterium oraz prostokątnej nawy, dużo szerszej i wyższej. Od północy do prezbiterium przylega dwuprzęsłowa gotycka zakrystia i jednoprzęsłowy skarbczyk. Z kolei do nawy od południa przylega kaplica Najświętszej Marii Panny, zaś od północy kaplica św. Stanisława i kruchta. Także na osi kościoła, od zachodu, do nawy przylega kruchta pochodząca z czasów przebudowy Radziwiłłowskiej. Mury kościoła opięte są skarpami, cały kościół obiegają gzymsy profilowane: cokołowy, okapnikowy i wieńczący (koronujący) (klasyczne rozwiązanie gotyckie). Ceglane szczyty nawy zawierają blendy arkadowe oraz kamienne tarcze z herbami Mikołaja Szydłowieckiego. Wieżyczka (sygnaturka) pochodzi z połowy XVIII wieku.

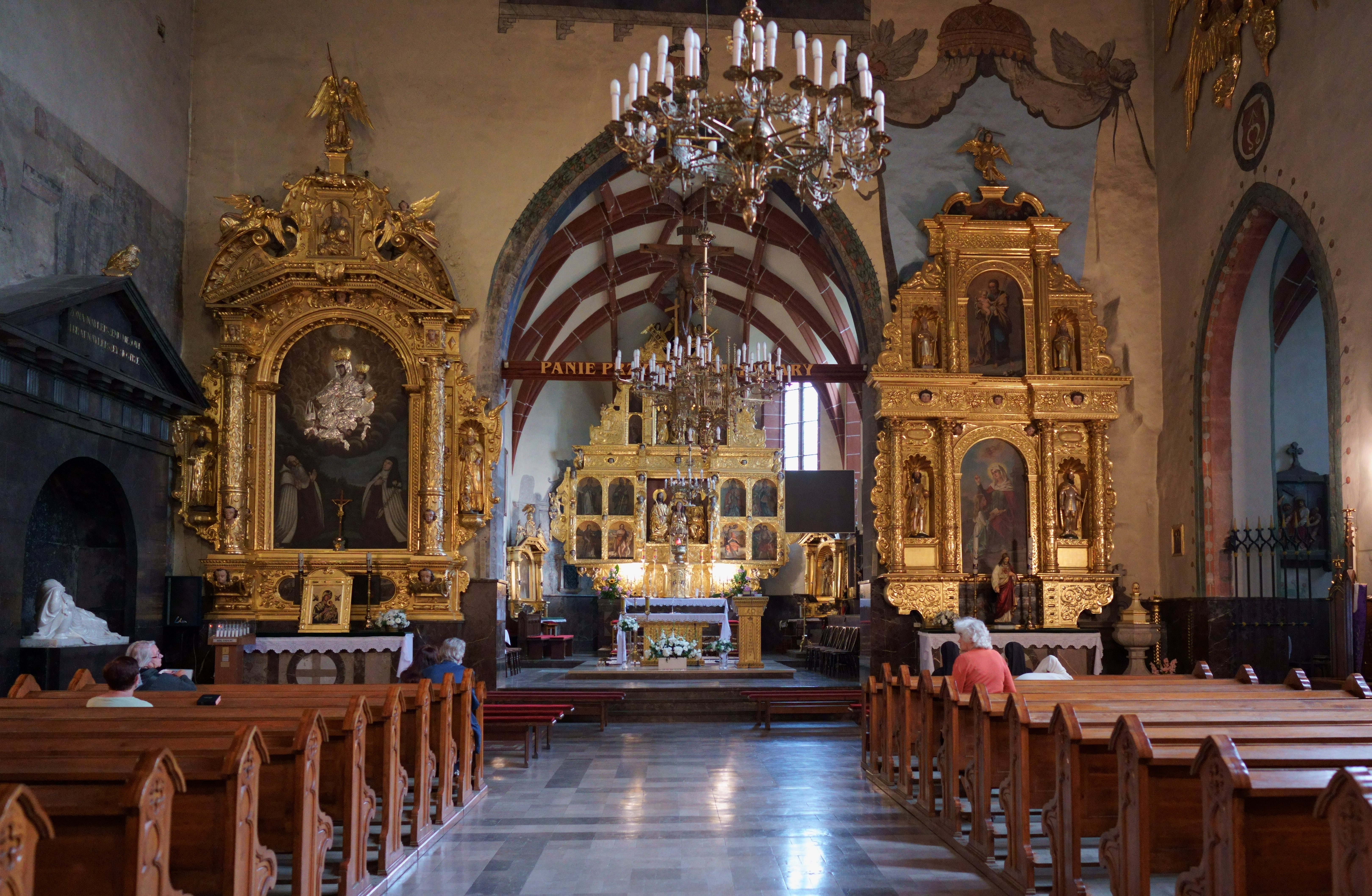
Nawa główna

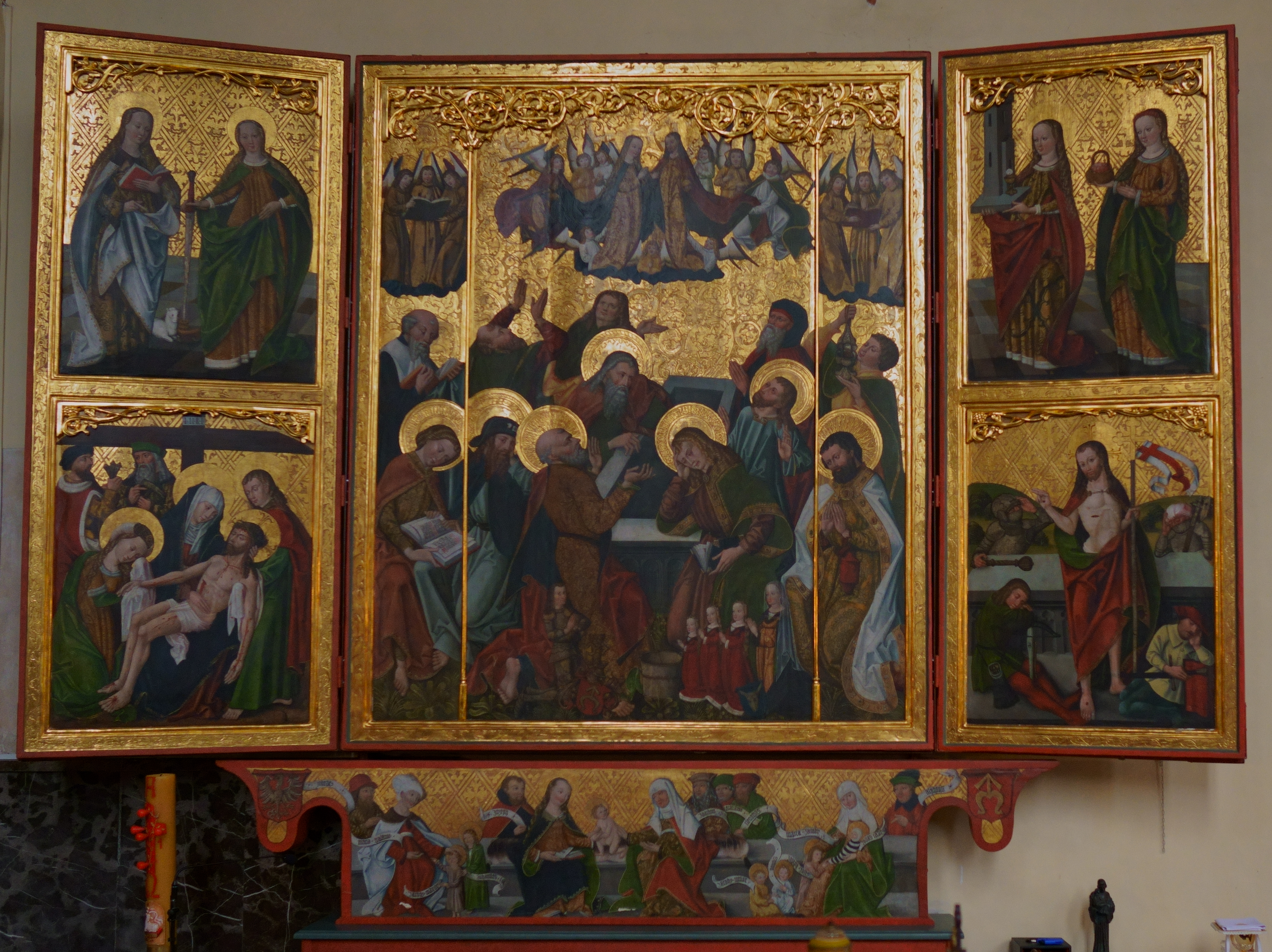
Poliptyk

Wewnątrz cenne są drzwi w portalu wiodącym do zakrystii oraz portale (do zakrystii i krucht). Prezbiterium sklepione jest gwiaździście – wykonano je według projektu rozrysowanego na północnej ścianie nawy. W ścianie prezbiterium znajduje się płyta nagrobna Mikołaja Szydłowieckiego pochodząca być może z warsztatu Berrecciego, wykonana z czerwonego marmuru. Nawa nie jest sklepiona, posada strop (obecny – z pierwszej połowy XVIII w., pierwotny strop znajdował się niżej). Na ścianach i stropie pierwotnym polichromie stworzył Stanisław Samostrzelnik. W kaplicy Najświętszej Marii Panny znajduje się zwornik z herbem Odrowąż oraz cztery narożne wsporniki z herbami Odrowąż, Abdank, Jastrzębiec i Trąby (pierwotnie na tym miejscu była Janina). Chrzcielnica kamienna jest późnogotycka, ufundowana przez Mikołaja Szydłowieckiego, również udekorowana herbami.
Z przełomu XVI i XVII w. pochodzą interesujące rysunki i napisy na kamiennych ciosach prezbiterium i południowej ściany nawy – przedstawiają budowle świeckie i kościelne, zawierają nazwiska i daty. Najciekawsze to rysunek budowli z chorągiewkami, budowla z wieżami i herbem Odrowąż, dwuwieżowa fasada kościoła, rycerz w zbroi, dom zwieńczony kulą.
Obok kościoła na cmentarzu stoi dzwonnica z XVI w. W murze cmentarnym znajduje się pośród płyt epitafijnych także głowa meduzy z XVII w.
Przysłowie lokalne: W szydłowieckiej farze są złote ołtarze...